# Routing Information Protocol
RIP són les sigles de routing information protocol (protocol d'encaminament d'informació). És un protocol de porta d'enllaç interna o IGP (internal gateway protocol) utilitzat pels routers (encaminadors), encara que també poden actuar en equips, per intercanviar informació sobre de xarxes IP.

## Història
L'origen del RIP va ser el protocol de Xerox, el GWINFO. Una versió posterior, va ser coneguda com a router, distribuïda amb Berkeley Standard Distribution (BSD) Unix, el 1982. RIP evolucionaria com un protocol d'encaminament d'Internet, i altres protocols propietaris utilitzen versions modificades de RIP. El protocol Apple Talk Routing Table Maintenance Protocol (RTMP) i el Banyan VINES Routing Table Protocol (RTP), per exemple, es basa en una versió del protocol d'encaminament RIP. L'última millora feta a RIP és l'especificació RIP 2, que permet incloure més informació en els paquets RIP i proveeix un mecanisme d'autenticació molt simple.

## RIP

### Versions RIP
En l'actualitat hi ha tres versions diferents de RIP, les quals són:
RIPv1: No suporta subxarxes ni CIDR. Tampoc inclou cap mecanisme d'autenticació dels missatges. No s'usa actualment. La seva especificació està recollida en el RFC 1058.
RIPv2: Suporta subxarxes, CIDR i VLSM. Suporta autenticació utilitzant un dels següents mecanismes: no autentificació, autentificació mitjançant contrasenya, autentificació mitjançant contrasenya codificada mitjançant MD5 (desenvolupat per Ronald Rivest). La seva especificació està recollida en RFC 1723 i en RFC 2453.
RIPng: RIP per a IPv6. La seva especificació està recollida en el RFC 2080.
També hi ha un RIP per IPX, que casualment porta el mateix acrònim, però no està directament relacionat amb el RIP per xarxes IP, ad-hoc.

### Funcionament RIP
RIP V1 utilitza udp/520 per enviar els seus missatges en propagació Broadcast. RIP V2 utilitza propagació Multicast 224.0.0.9.
RIP calcula el camí més curt cap a la xarxa de destinació utilitzant l'algoritme del vector de distàncies. La distància o mètrica està determinada pel nombre de salts de router fins a arribar a la xarxa de destinació.
RIP té una distància administrativa de 120 (la distància administrativa indica el grau de fiabilitat d'un protocol d'encaminament, per exemple EIGRP té una distància administrativa de 90, la qual cosa indica que a menor valor millor és el protocol utilitzat)
El RIP no és capaç de detectar rutes circulars, per la qual cosa necessita limitar la mida de la xarxa a 15 salts. Quan la mètrica d'un destí arriba al valor de 16, es considera com infinit i el destí és eliminat de la taula (inabastable).
La mètrica d'una destinació es calcula com la mètrica comunicada per un veí més la distància en arribar a aquest veí. Tenint en compte el límit de 15 salts esmentat anteriorment. Les mètriques s'actualitzen només en el cas que la mètrica anunciada més el cost en arribar sigui estrictament menor a l'emmagatzemada. Només s'actualitzarà a una mètrica més gran si prové de l'encaminador que va anunciar aquesta ruta.
Les rutes tenen un temps de vida de 180 segons. Si passat aquest temps, no s'han rebut missatges que confirmin que aquesta ruta està activa, es posa inactiva assignant-li una mètrica de 16 (temporitzador d'invalidesa). Aquests 180 segons, corresponen a 6 intercanvis d'informació. Si passen 240 segons des de l'entrada de la ruta a la taula d'encaminament i no s'han rebut actualitzacions per aquesta ruta, s'elimina (temporitzador de purga).

### Avantatges i inconvenients
En comparació amb altres protocols d'encaminament, RIP és més fàcil de configurar. A més, és un protocol obert, suportat per molts fabricants.
D'altra banda, té el desavantatge que, per determinar la millor mètrica, únicament té en compte el nombre de salts (per quants encaminadors o equips similars passa la informació), no té en compte altres criteris importants, com ara l'amplada de banda dels enllaços.
Per exemple, si tenim una mètrica de 2 salts fins a la destinació amb un enllaç de 64 kbps i una mètrica de 3 salts, però amb un enllaç de 2 Mbps, lamentablement RIP prendria l'enllaç de menor nombre de salts encara que sigui el més lent.
Protocol usat però amb limitacions.

### Missatges RIP

#### Tipus de missatges RIP
Els missatges RIP poden ser de dos tipus.
Petició: Enviats per algun encaminador recentment iniciat que demana informació dels encaminadors veïns.
Resposta: missatges amb l'actualització de les taules d'encaminament. Hi ha tres tipus:
Missatges ordinaris: S'envien cada 30 segons. Per indicar que l'enllaç i la ruta segueixen actius. S'envia la taula de ruteig completa.
Missatges enviats com resposta a missatges de petició.
Missatges enviats quan canvia algun cost. S'envia tota la taula de ruteig.

#### Format dels missatges RIP
Els missatges tenen una capçalera que inclou el tipus de missatge i la versió del protocol RIP, i un màxim de 25 entrades RIP de 20 bytes.
Les entrades a RIPv1 contenen l'adreça IP de la xarxa de destinació i la mètrica.
Les entrades a RIPv2 contenen l'adreça IP de la xarxa de destinació, la seva màscara, el següent encaminador i la mètrica. L'autenticació utilitza la primera entrada RIP.